# Cinípids
Els cinípids (Cynipidae) són una família d'himenòpters de la superfamília Cynipoidea. Se'n coneixen unes 1.400 espècies; són de mida petita (1-8 mm), cosmopolites, amb 360 espècies de 36 diferents gèneres a Europa i 800 espècies a Amèrica. Són típics productors d'agalles a les plantes.

## Morfologia
Com tots els Apocrita, aquests himenòpters tenen una forma del cos característica amb l'anomenada "cintura de vespa", un estretament que connecta el tòrax i l'abdomen. Les antenes són rectes i tenen de 12 a 16 segments.

## Història natural
La reproducció és parcialment per reproducció sexual i parcialment per partenogènesi.
Produeixen agalles en pondre els ous en certes plantes i on es desenvolupen les seves larves. Les plantes hostes i la mida i forma de les agalles són específics de cada espècie de vespa.
Una de les més conegudes és Cynips quercusfolii, que indueix grans agalles esfèriques de 2 cm de diàmetre en el revers de les fulles del roure. També són ben conegudes les agalles filamentose que Diplolepis rosae indueix en els rosers.

## Alguns gèneres
- Andricus
- Biorrhiza
- Cynips
- Diplolepis
- Neuroterus
- Synergus

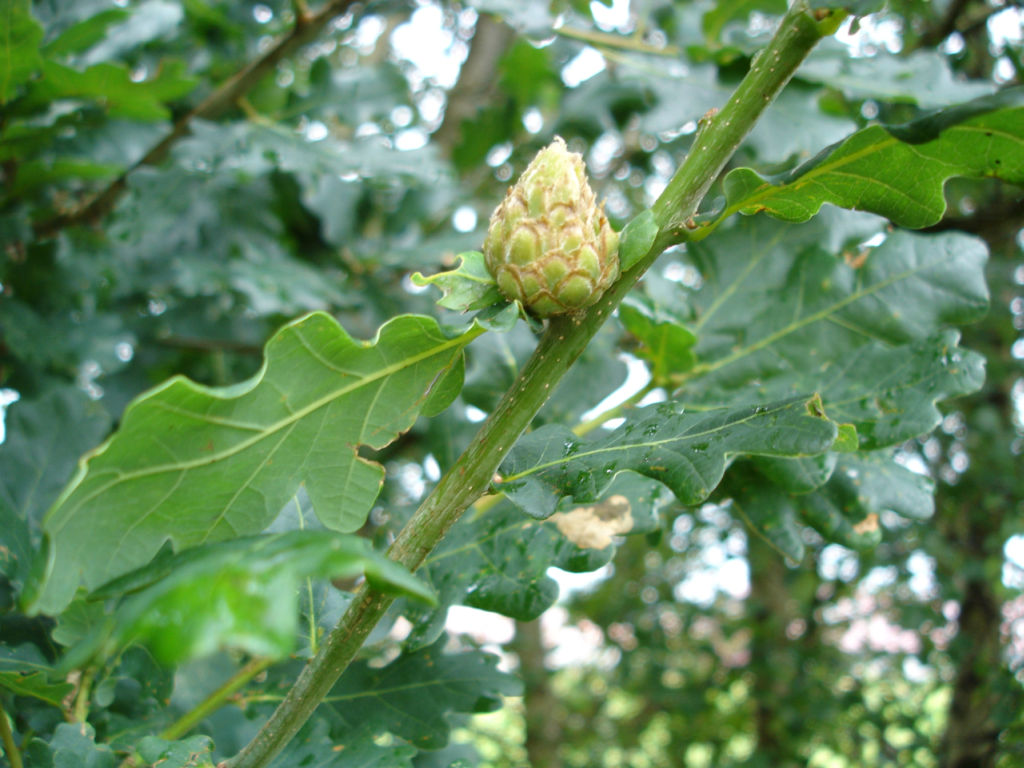
Agalla per Andricus fecundatrix generació partenogenètica
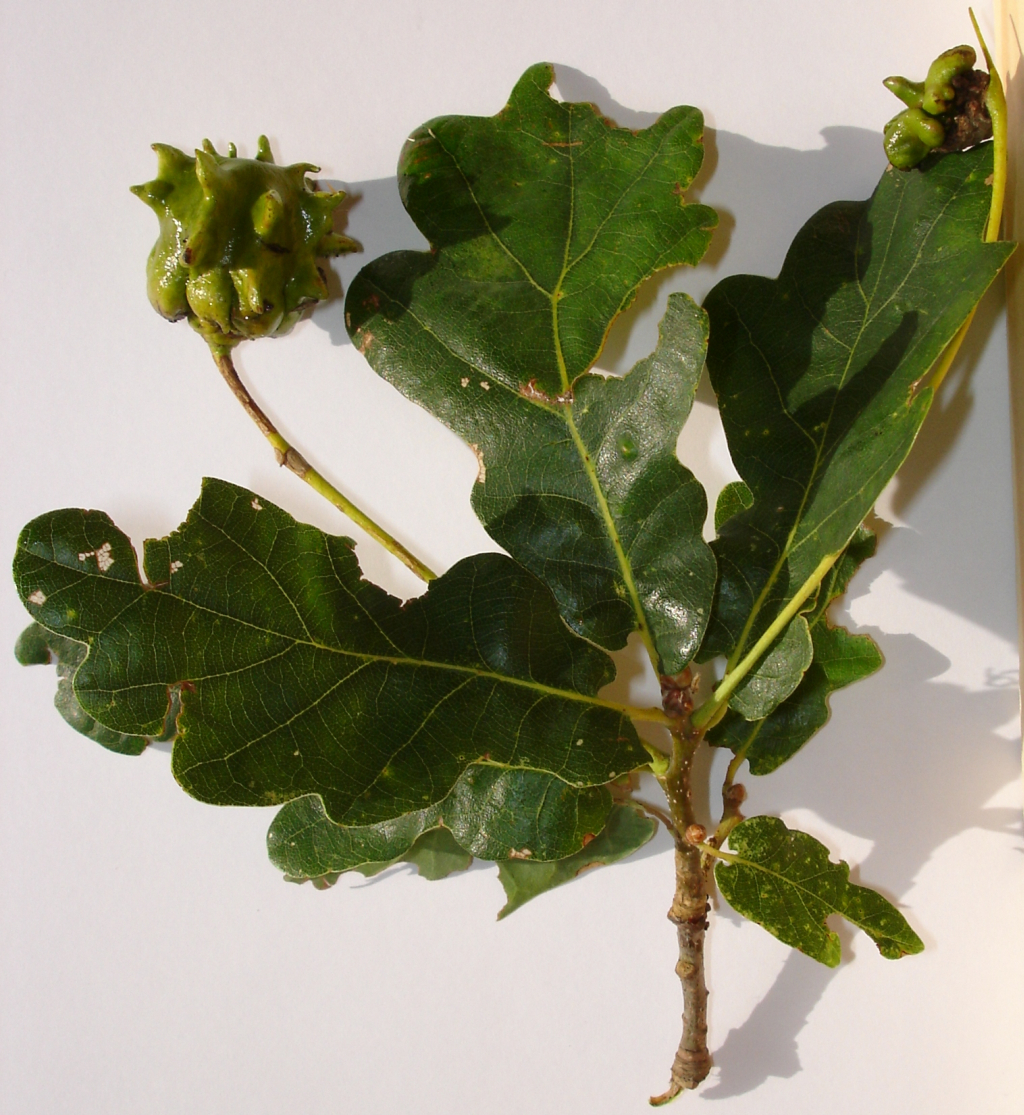
Agalla per Andricus quercuscalicis generació partenogenètica
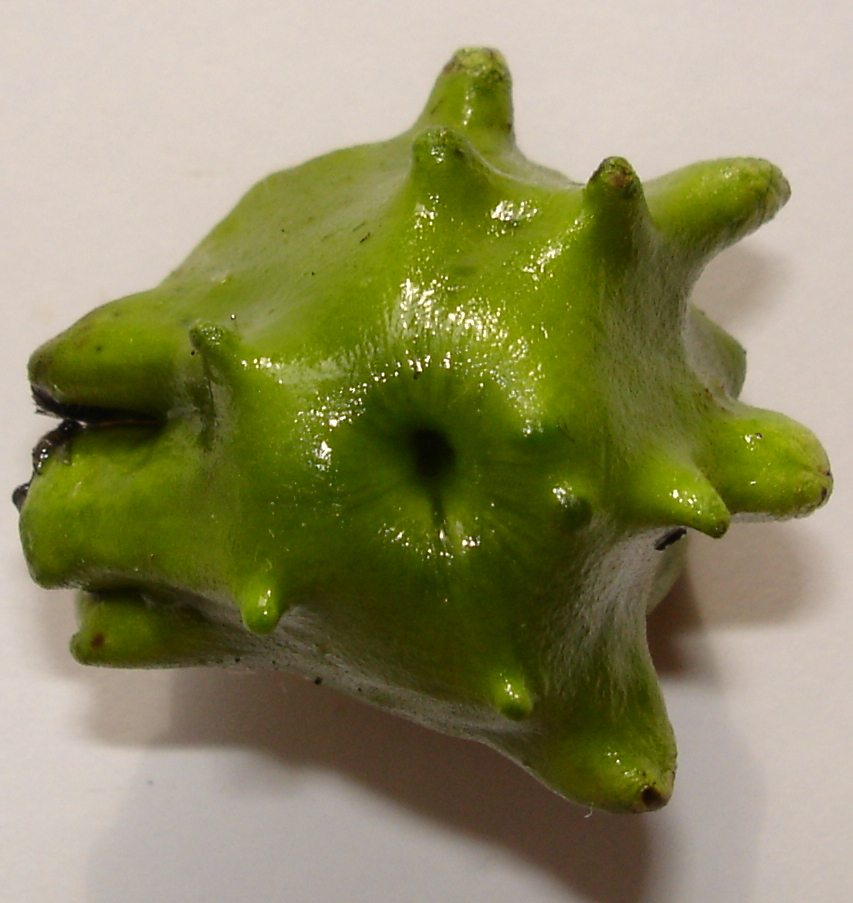
Agalla por Andricus quercuscalicis generació partenogenètica
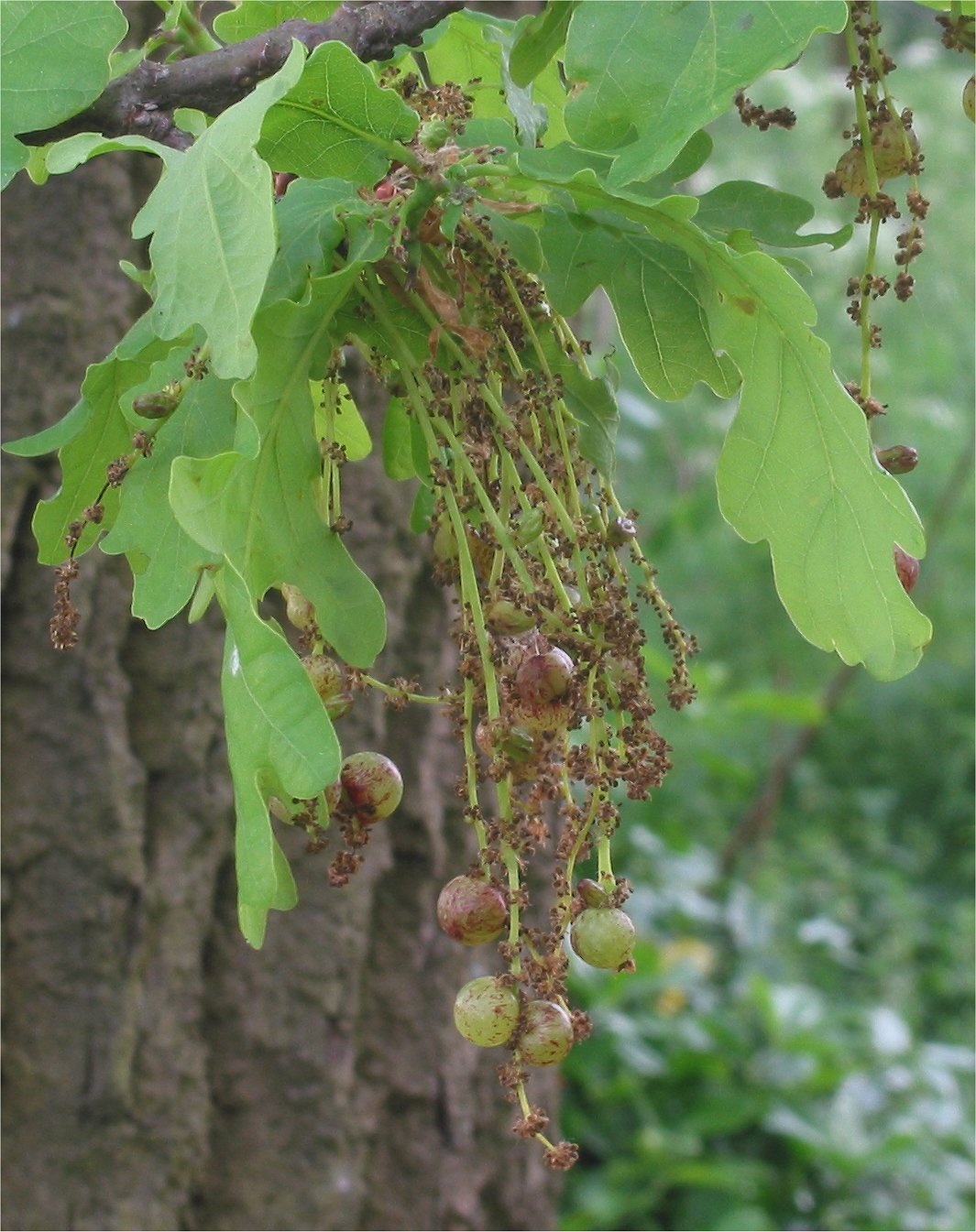
Agalla per Neuroterus quercusbaccarum generació sexual
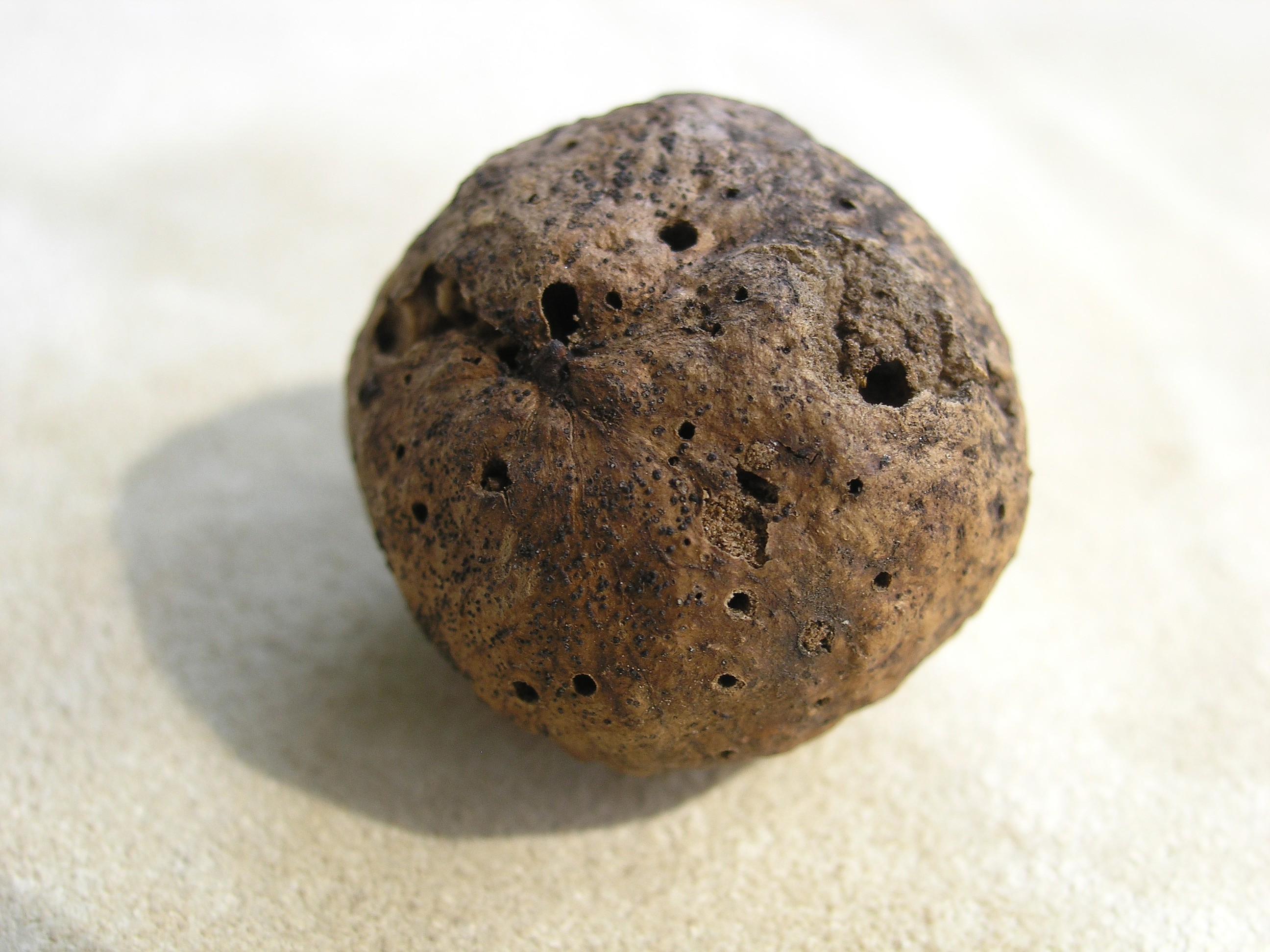
Agalla de roure per Andricus kollari
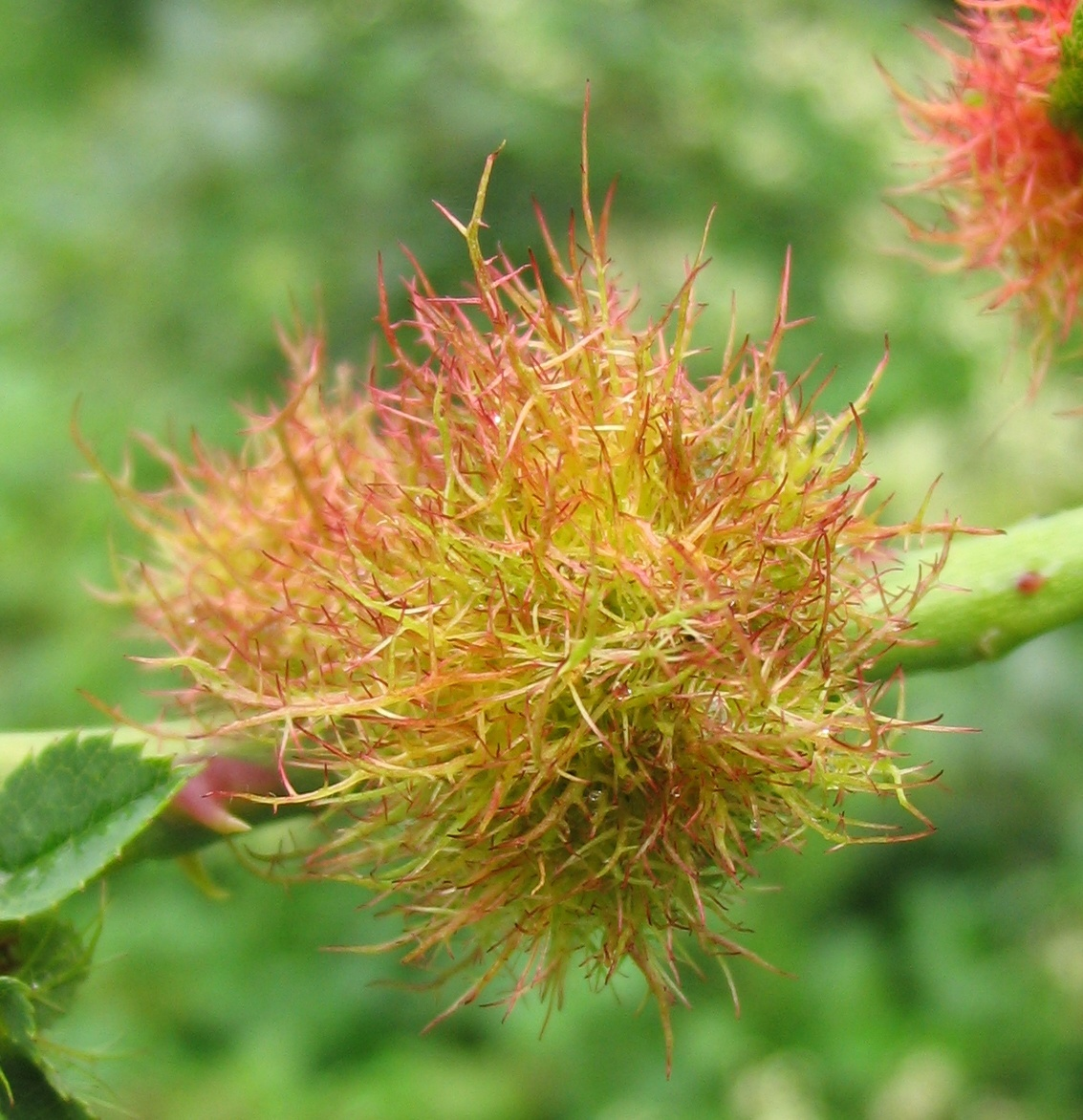
Agalla en roser
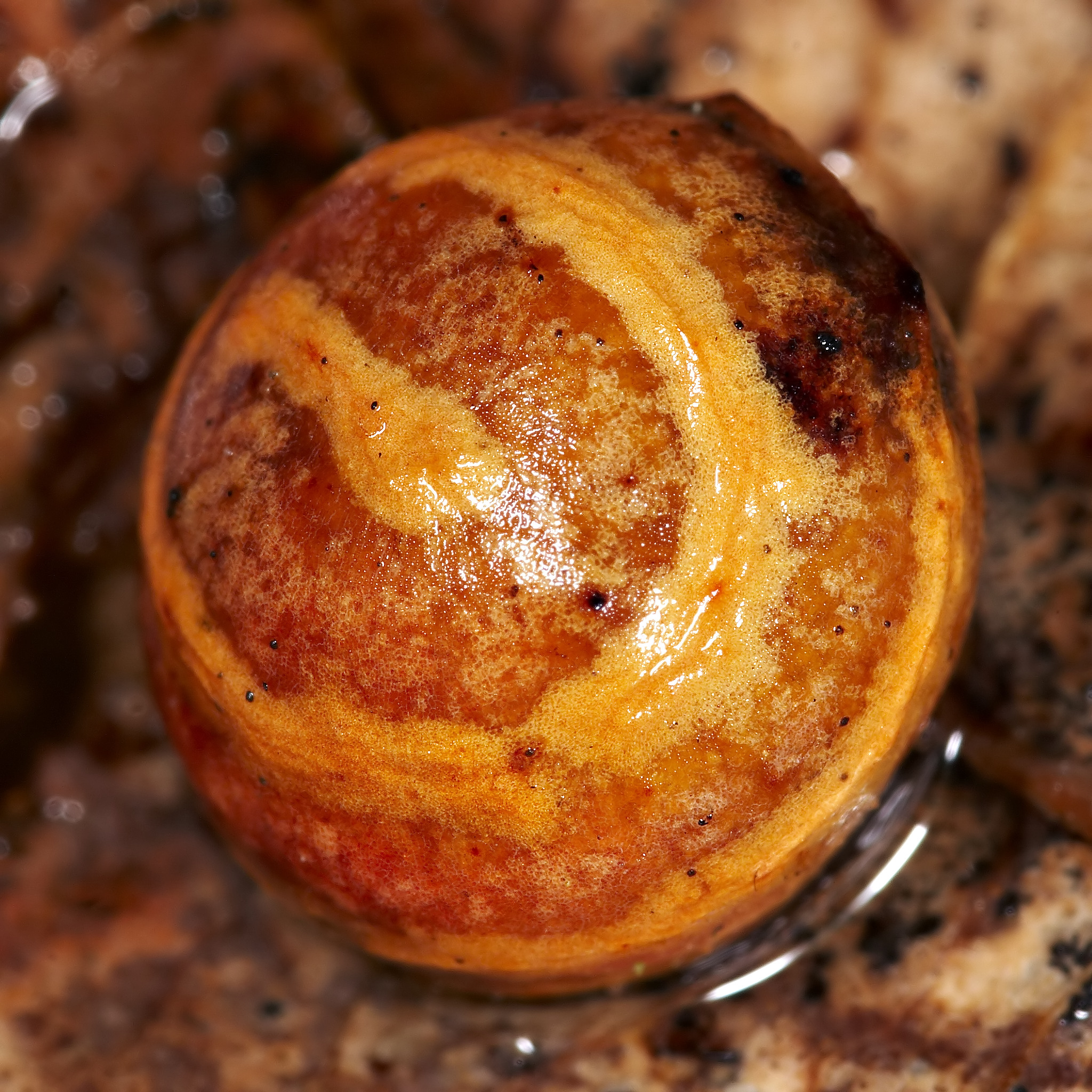
Agalla per Cynips longiventris
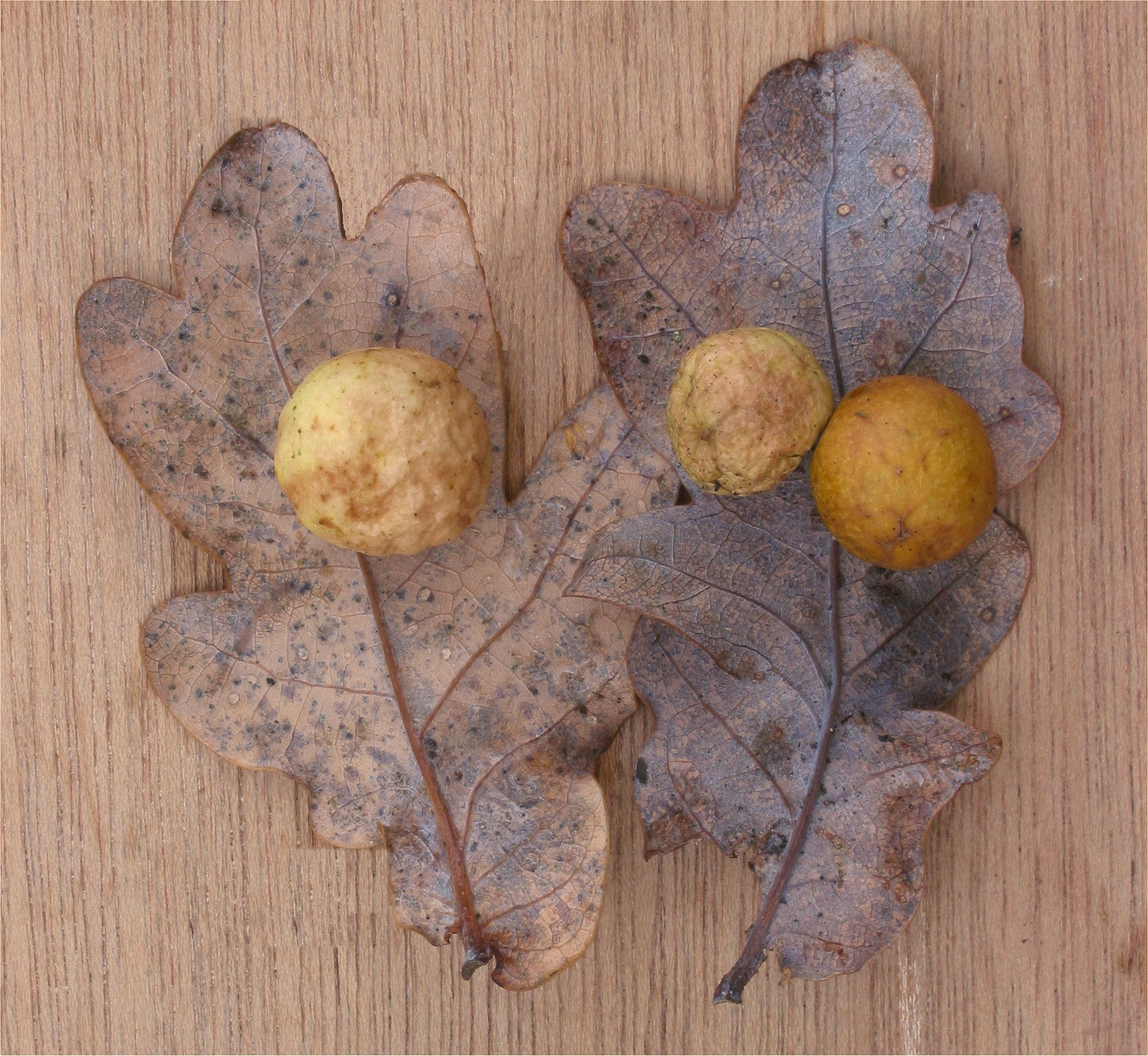
Agalles de Cynips quercusfolii en fulles de roure